# Michael Smith (Chemiker)

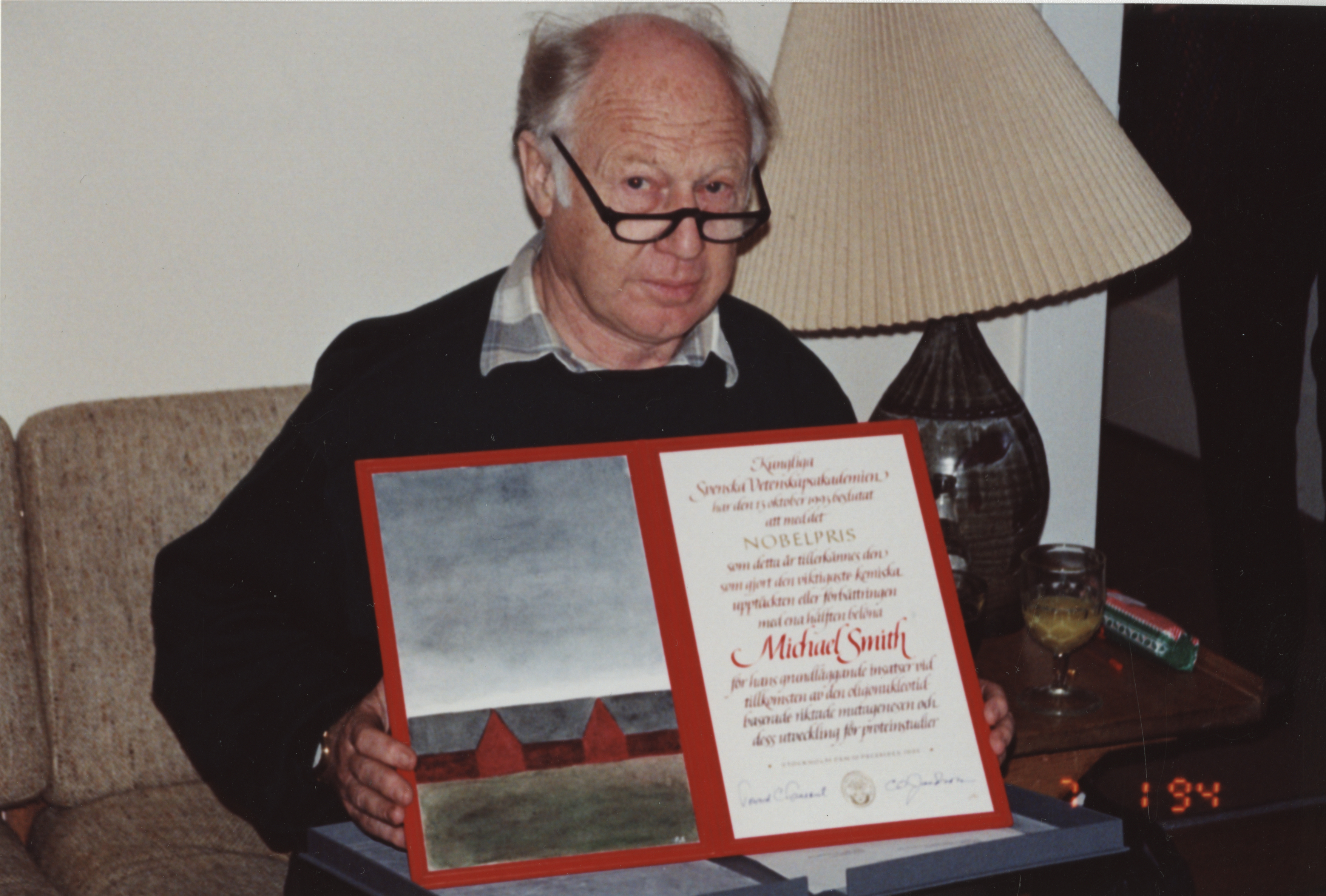
Michael Smith

Michael Smith, CC, OBC (* 26. April 1932 in Blackpool, England; † 4. Oktober 2000 in Vancouver, Kanada) war ein kanadischer Chemiker. Er erhielt 1993 den Nobelpreis für Chemie gemeinsam mit Kary B. Mullis.

## Leben
Michael Smith studierte Chemie und promovierte 1956 an der Universität Manchester. Es folgte ein Forschungsaufenthalt in Vancouver bei Har Gobind Khorana, Medizin-Nobelpreisträger des Jahres 1968. Smith ging 1960 mit Khoranas Arbeitsgruppe nach Wisconsin, kehrte aber 1961 wieder nach Vancouver zurück, wo er 1966 Professor für Biochemie an der University of British Columbia wurde.
Er erhielt 1993 den Nobelpreis für Chemie für seine grundlegenden Beiträge zur Etablierung der Oligonukleotid-basierenden, ortsspezifischen Mutagenese der Desoxyribonukleinsäure (DNA) und seiner Entwicklung für Proteinstudien. 1986 war er mit einem Gairdner Foundation International Award ausgezeichnet worden. 1981 wurde er in die Royal Society of Canada aufgenommen, 1995 in die Canadian Medical Hall of Fame und 1996 in die National Academy of Sciences der Vereinigten Staaten.